# Hotel U Černého koně (Praha)
Hotel U Černého koně (německy Gasthaus zum schwarzen Rößel) byl rozsáhlý třítraktový klasicistní hotelový dům, který sídlil v domě na čp. 860/II, čp. 862/II a čp. 864/II na rohu ulic Senovážné a na Na Příkopě, nedaleko pozdějšího Náměstí Republiky, na Novém Městě, 110 00 Praha 1. Od počátku 19. století až do svého zániku se řadil k nejznámějším a nejluxusnějším hotelům ve městě. Po dlouhou dobu patřil pražské rodině Cífkových. Budova byla stržena roku 1934 v rámci výstavby nové funkcionalistické budovy Živnobanky, která se později stala hlavním sídlem České národní banky.

## Historie

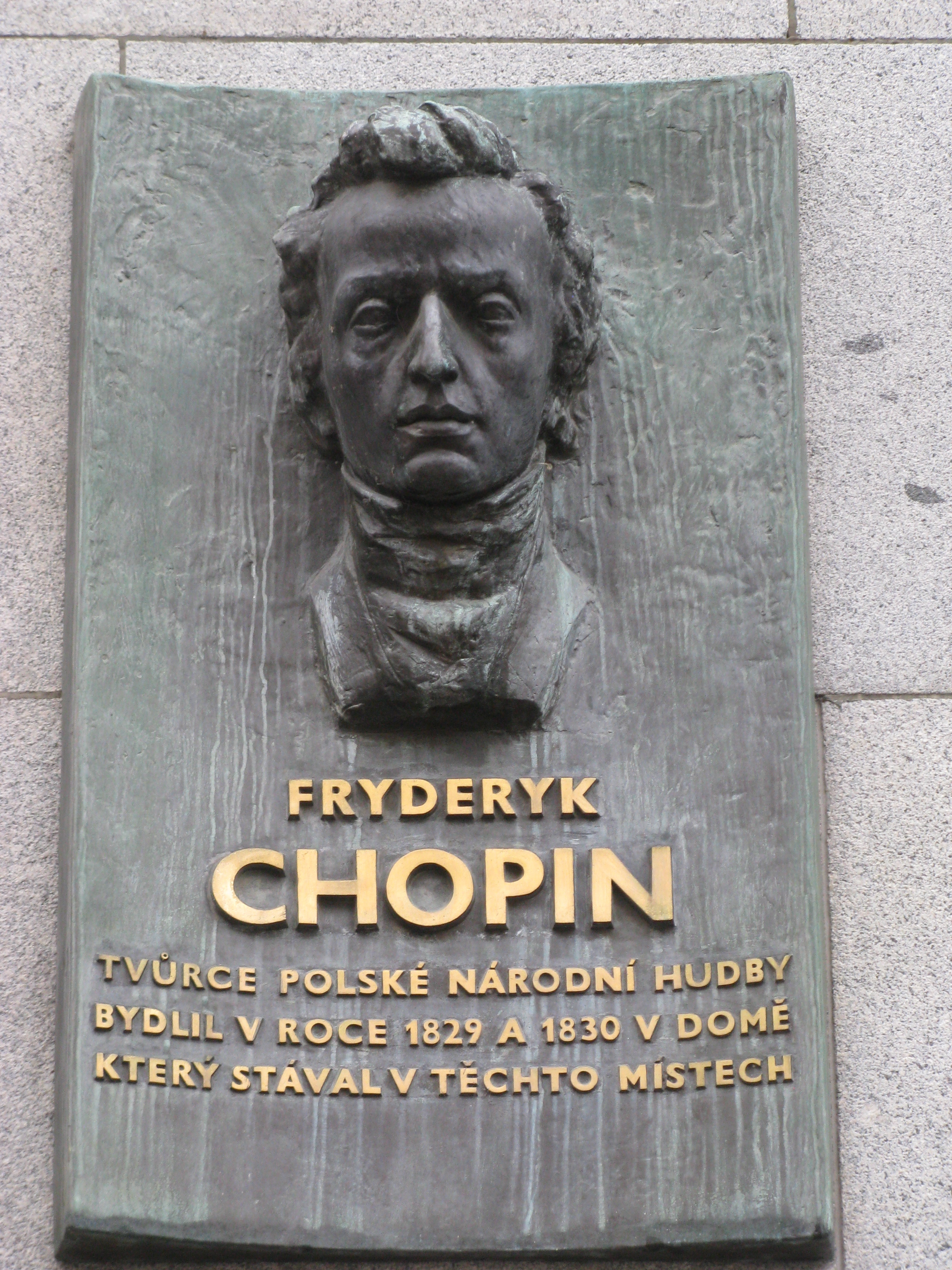
Pamětní deska Chopinova pobytu v hotelu U Černého koně

Hotel fungoval v klasicistní budově nejpozději od počátku 19. století. Čtyřpodlažní stavba sloužila jako luxusní hotel, kde se ubytovávaly přední osobnosti té doby, které navštívily Prahu: roku 1812 zde pobýval Ludwig van Beethoven, roku 1829 a 1830 pak Frédéric Chopin. Později význam hotelu upadl a stal se jedním z několika elegantních hotelů ve městě. Hovorovým jazykem byla téměř po celou dobu provozu hotelu němčina.

Roku 1845 vzniklo nedaleko hotelu první pražské hlavní nádraží. Nejpozději od 60. let 19. století byl majitelem hotelu restauratér a vinařský podnikatel Antonín Cífka, zakladatel vinic a vinných sklepů v Loděnici nedaleko Prahy. K tehdejším hostům hotelu patřili mexický císař Maxmilián Habsburský, rakouský arcivévoda Rudolf či princ Jiří Pruský. Rovněž vlastnil hotel U arcivévody Štěpána na Koňském trhu (Václavské náměstí). Po smrti Antonína Cífky roku 1891 převzali vedení podniku jeho synové Jindřich (1857–1912) a Karel. V hotelu byl od roku 1896 provozován vůbec první rentgen v českých zemích, jako atrakce pro hotelové hosty, první lékařská rentgenová vyšetření zde provedl lékař Rudolf Jedlička. Rovněž se ve zdejším salónku uskutečnilo historicky třetí filmové promítání v české historii. 

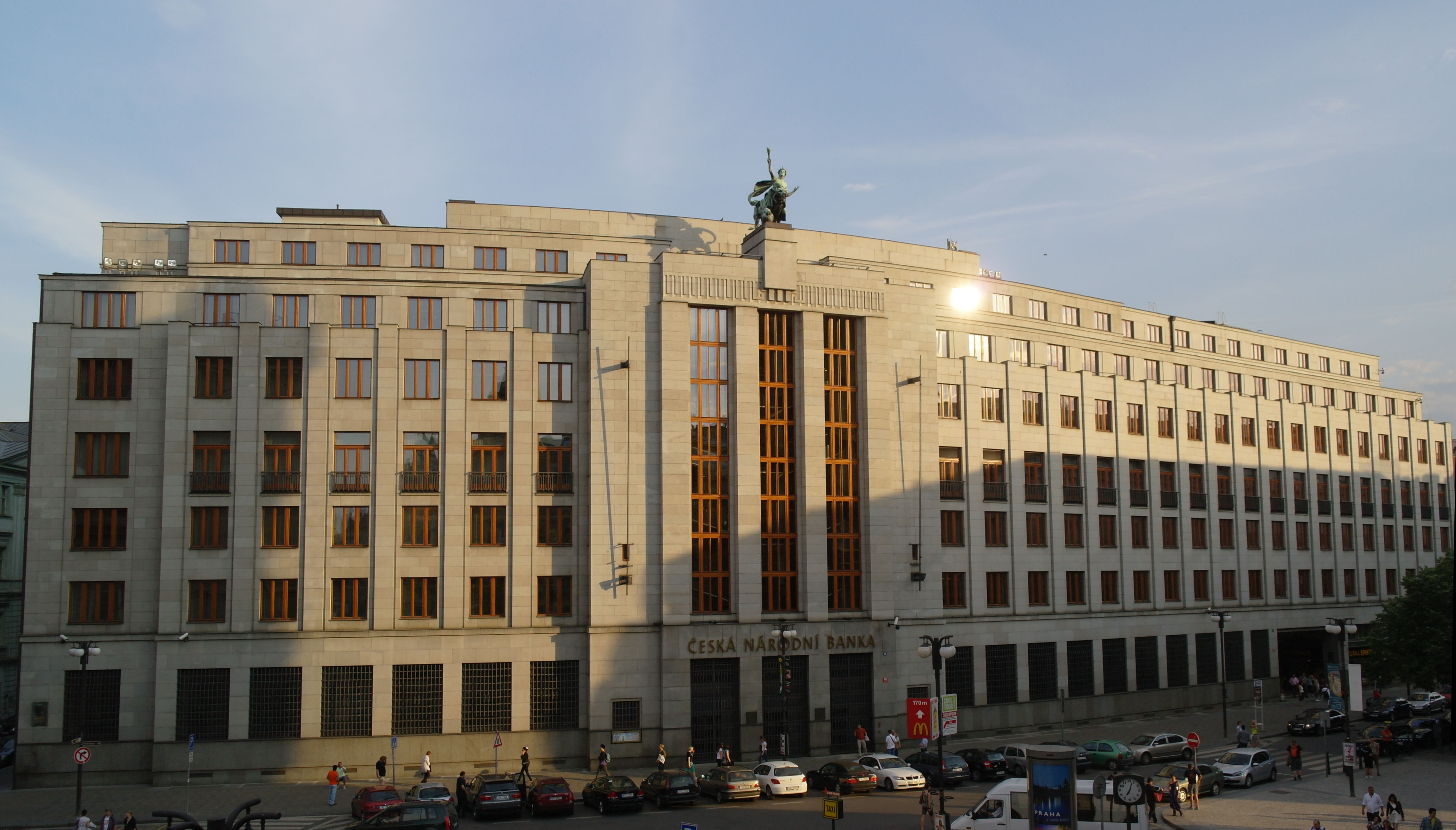
Třetí budova Živnostenské banky, Na Příkopě 24-28; postavena 1935-1941, dnes ČNB

### Demolice
Klasicistní objekty hotelu U Černého koně byly zčásti zbořeny koncem 19. století, ke kompletní demolici došlo roku 1934, spolu s budovami hotelu Modrá hvězda a Živnostenské banky, na uvolněných parcelách byla pak v letech 1935–1941 postavena nová funkcionalistická budova Živnobanky, pozdější sídlo České národní banky.

### Památka
Na budově ČNB byla umístěna pamětní deska upozorňující na pobyt Fréderica Chopina v hotelu v letech 1829 a 1830.